# Belanda Viri jezik
Belanda Viri jezik (ISO 639-3: bvi; belanda, biri, bgamba, gumba, mbegumba, mvegumba), nigersko-kongoanski jezik ubanške skupine, kojim govori 16 000 ljudi (Welmers 1971) u južnom Sudanu. Među selima u kojima se govori spominju se Bringi, Bagari, Dadu, Ngoku, Ngisa, Farajallah, Ngotakala, Ngongba, Natabo, Momoyi, i još neka kod Raffilija, nadalje na rijekama Kuru i Iba i među Azande govornicima.
Zajedno s jezikom bai [bdj] iz Sudana, čini podskupinu bai-viri, šira skupina sere-bviri.

## Vanjske poveznice
- Ethnologue (14th)
- Ethnologue (15th)